# Municipio de Boon (Míchigan)
El municipio de Boon (en inglés, Boon Township) es un municipio del condado de Wexford, Míchigan, Estados Unidos. Tiene una población estimada, a mediados de 2021, de 660 habitantes.

## Geografía
Está ubicado en las coordenadas 44°17′41″N 85°38′25″O / 44.29472, -85.64028. Según la Oficina del Censo de los Estados Unidos, tiene una superficie total de 93.26 km², correspondientes en su totalidad a tierra firme.

## Demografía
Según el censo de 2020, en ese momento había 650 personas residiendo en la zona. La densidad de población era de 7.0 hab./km². El 94.46 % de los habitantes eran blancos, el 0.62 % eran amerindios, el 0.62 % eran asiáticos, el 0.92 % eran de otras razas y el 3.38 % eran de una mezcla de razas. Del total de la población, el 1.54 % eran hispanos o latinos de cualquier raza.